# Pauline Davis-Thompson
Pauline Elaine Davis-Thompson, bahamska atletinja, * 9. julij 1966, Bahami.
Nastopila je na petih olimpijskih igrah med letoma 1984 in 2000. Na svojih zadnjih igrah je dosegla uspeh kariere z osvojitvijo naslovov olimpijske prvakinje v teku na 200 m in v štafeti 4×100 m, leta 1996 je bila v slednji disciplini še srebrna. Na svetovnih prvenstvih je osvojila naslov prvakinje leta 1999 v štafeti 4x100 m ter podprvakinje v teku na 400 m leta 1995.